# أرييل بوغادو
أرييل بوغادو (بالإسبانية: Ariel Bogado)‏ هو لاعب كرة قدم ومدرب كرة قدم باراغواياني في مركز الهجوم، ولد في 24 ديسمبر 1983 في نيمبي في باراغواي. شارك مع منتخب باراغواي لكرة القدم. أما مع النوادي، فقد لعب مع تيغريس أونال ونادي أطلس وناسيونال أسونسيون.